# Saubach
Saubach este o comună în Saxonia-Anhalt, Germania.